# Cteniogaster sangarawe
Espèce
Cteniogaster sangarawe est une espèce d'araignées aranéomorphes de la famille des Liocranidae.

## Distribution
Cette espèce est endémique de Tanzanie. Elle se rencontre entre 950 et 990 m d'altitude dans les monts Usambara orientaux.

## Description
La femelle holotype mesure 2,24 mm.

## Étymologie
Son nom d'espèce lui a été donné en référence au lieu de sa découverte, la forêt de Sangarawe.

## Publication originale
- Bosselaers & Jocqué, 2013 : Studies in Liocranidae (Araneae): a new afrotopical genus featuring a synapomorphy for the Cybaeodinae. European Journal of Taxonomy, vol. 40, p. 1-49 (texte intégral).